# Ophiorrhiza sichuanensis
Ophiorrhiza sichuanensis är en måreväxtart som beskrevs av Hsien Shui Lo. Ophiorrhiza sichuanensis ingår i släktet Ophiorrhiza och familjen måreväxter. Inga underarter finns listade i Catalogue of Life.